# 黑珠蒿
黑珠蒿（学名：Fuirena umbellata），又名芙兰草，为莎草科芙兰草属下的一种草本植物。其根莖粗壯，稈叢生，高度在50-100釐米之間。 